# Chilenoperla semitincta
Chilenoperla semitincta är en bäcksländeart som beskrevs av Joachim Illies 1963. Chilenoperla semitincta ingår i släktet Chilenoperla och familjen Gripopterygidae. Inga underarter finns listade i Catalogue of Life.